# Twrch Trwyth
Twrch Trwyth – w walijskiej mitologii król zamieniony za swe grzechy w ogromnego odyńca. Między uszami miał zaczepione trzy przedmioty: grzebień, nożyce i brzytwę. Zdobycie tych przedmiotów było najtrudniejszym zadaniem jakie otrzymał Culhwch od olbrzyma Yspaddadena, starając się o rękę jego córki Olwen.